# داني بوندارف
داني بوندارف (بالعبرية: דני בונדר‏) (7 فبراير 1987 بموسكو في روسيا - ) هو مدرب كرة قدم ولاعب كرة قدم إسرائيلي في مركز الدفاع. شارك مع منتخب إسرائيل تحت 21 سنة لكرة القدم ومنتخب إسرائيل لكرة القدم. أما مع النوادي، فقد لعب مع نادي تافريا سيمفروبول ونادي فولغا نيجني نوفغورود ونادي هبوعيل إيروني كريات شمونة ونادي هبوعيل تل أبيب وFC Khimik Dzerzhinsk ‏.

## وصلات خارجية
- داني بوندارف على موقع قاعدة بيانات كرة القدم.إي يو (الإنجليزية)
- داني بوندارف على موقع ناشيونال فوتبول تيمز (الإنجليزية)
- داني بوندارف على موقع Soccerway.com (الإنجليزية)
- داني بوندارف على موقع عالم كرة القدم.نت (الإنجليزية)